# 岩瀬村 (埼玉県)
岩瀬村（いわせむら）は埼玉県の北東部、北埼玉郡に属していた村。

## 地理
- 河川 - 会の川

## 歴史
- 1889年（明治22年）4月1日 町村制施行により、上岩瀬村、中岩瀬村、下岩瀬村、桑崎村、小松村が合併し北埼玉郡岩瀬村が成立する。
- 1954年（昭和29年）9月1日 羽生町、新郷村、須影村、川俣村、井泉村、手子林村と合併し羽生市となる。